# Irlandzkie odznaczenia
W Republice Irlandii nie ma systemu odznaczeń cywilnych (z powodu niechęci do brytyjskiego systemu orderowego z czasów ich panowania na wyspie do 1920), nadawane są jednak odznaczenia wojskowe.
| Aktualnie nadawane irlandzkie odznaczenia wojskowe             | Aktualnie nadawane irlandzkie odznaczenia wojskowe                     | Aktualnie nadawane irlandzkie odznaczenia wojskowe | Aktualnie nadawane irlandzkie odznaczenia wojskowe                 |
| Baretka                                                        | Nazwa polska                                                           | Nazwa angielska                                    | Nazwa irlandzka                                                    |
| -------------------------------------------------------------- | ---------------------------------------------------------------------- | -------------------------------------------------- | ------------------------------------------------------------------ |
|                                                                | Medal Wojskowy za Waleczność z Honorem                                 | Military Medal for Gallantry with Honour           | An Bonn Míleata Calmachta le Honóir                                |
|                                                                | Medal Wojskowy za Waleczność z Wyróżnieniem                            | Military Medal for Gallantry with Distinction      | An Bonn Míleata Calmachta le Dearscnacht                           |
|                                                                | Medal Wojskowy za Waleczność z Zasługą                                 | Military Medal for Gallantry with Merit            | An Bonn Míleata Calmachta le Tuillteanas                           |
|                                                                | Medal Wybitnej Służby z Honorem                                        | Distinguished Service Medal with Honour            | An Bonn Seirbhíse Dearscna le Honóir                               |
|                                                                | Medal Wybitnej Służby z Wyróżnieniem                                   | Distinguished Service Medal with Distinction       | An Bonn Seirbhíse Dearscna le Dearscnacht                          |
|                                                                | Medal Wybitnej Służby z Zasługą                                        | Distinguished Service Medal with Merit             | An Bonn Seirbhíse Dearscna le Tuillteanas                          |
|                                                                | Medal za Dobre Zachowanie                                              | Good Conduct Medal                                 | An Bonn Dea-Iompair                                                |
|                                                                | Medal Służby po 15 i 20 Latach                                         | Service Medal after 15 and 20 Years                | An Bonn Seirbhíse                                                  |
|                                                                | Medal Służby po 10 Latach                                              | Service Medal after 10 Years                       | An Bonn Seirbhíse                                                  |
|                                                                | Medal Służby Armii Rezerwowej i Marynarki Rezerwowej po 12 i 21 Latach | Service Medal FCÁ and SM after 12 and 21 Years     | An Bonn Seirbhíse FCÁ agus SM                                      |
|                                                                | Medal Służby Armii Rezerwowej i Marynarki Rezerwowej po 7 Latach       | Service Medal FCÁ and SM after 7 Years             | An Bonn Seirbhíse FCÁ agus SM                                      |
|                                                                | Medal Służby Ratunkowej (wojskowi)                                     | Emergency Service Medal                            | An Bonn Seirbhíse Éigeandála                                       |
|                                                                | Medal Służby Ratunkowej (pozostali)                                    | Emergency Service Medal                            | An Bonn Seirbhíse Éigeandála                                       |
|                                                                | Gwiazda Wojskowa                                                       | Military Star                                      | An Réalt Míleata                                                   |
|                                                                | Medal Sił Pokojowych ONZ                                               | United Nations Peacekeepers Medal                  | Bonn Chosantóirí Síochána na Náisiún Aontaithe                     |
|                                                                | Medal Służby Operacji Międzynarodowych                                 | International Operational Service Medal            | Bonn nua Óglaigh na Héireann um Sheirbhís Oibríochta Idirnáisiúnta |
|                                                                | Medal Pamiątkowy Stulecia 1916                                         | 1916 Centenary Commemorative Medal                 | Bonn Comórtha Céad Bliain                                          |
|                                                                | Medal Oblężenia Jadotville                                             | Siege of Jadotville Medal                          | An Bonn Jadotville                                                 |
| Zatwierdzone Medale ONZ                                        |                                                                        |                                                    |                                                                    |
| Baretka                                                        | Nazwa medalu/misji                                                     | Kraj/region misji                                  | Rok                                                                |
|                                                                | UNTSO                                                                  | Bliski Wschód i Afryka Północna                    | 1948                                                               |
|                                                                | UNMOGIP                                                                | Indie–Pakistan                                     | 1949                                                               |
|                                                                | UNOGIL                                                                 | Liban                                              | 1958                                                               |
|                                                                | ONUC                                                                   | Kongo                                              | 1960                                                               |
|                                                                | UNTEA                                                                  | Irian Zachodni (Nowa Gwinea)                       | 1962                                                               |
|                                                                | UNFICYP                                                                | Cypr                                               | 1964                                                               |
|                                                                | UNIPOM                                                                 | Indie–Pakistan                                     | 1965                                                               |
|                                                                | UNEF II                                                                | Egipt–Izrael                                       | 1973                                                               |
|                                                                | UNDOF                                                                  | Syria–Izrael                                       | 1978                                                               |
|                                                                | UNIFIL                                                                 | Liban–Izrael                                       | 1978                                                               |
|                                                                | UNHQ                                                                   | Kwatera główna ONZ                                 | 1979                                                               |
|                                                                | UNIIMOG                                                                | Iran–Irak                                          | 1988                                                               |
|                                                                | UNTAG                                                                  | Namibia                                            | 1989                                                               |
|                                                                | ONUCA                                                                  | Afryka Środkowa                                    | 1989                                                               |
|                                                                | UNAVEM II                                                              | Angola                                             | 1991                                                               |
|                                                                | UNSSM za UNSMA                                                         | Irak                                               | 1991                                                               |
|                                                                | MINURSO                                                                | Sahara Zachodnia                                   | 1991                                                               |
|                                                                | UNIKOM                                                                 | Irak–Kuwejt                                        | 1991                                                               |
|                                                                | UNAMIC                                                                 | Kambodża                                           | 1991                                                               |
|                                                                | ONUSAL                                                                 | Salwador                                           | 1991                                                               |
|                                                                | UNTAC                                                                  | Kambodża                                           | 1992                                                               |
|                                                                | UNPROFOR                                                               | b. Jugosławia                                      | 1992                                                               |
|                                                                | UNOSOM II                                                              | Somalia                                            | 1992                                                               |
|                                                                | UNSSM za UNSMA                                                         | Afganistan                                         | 1993                                                               |
|                                                                | UNMIH                                                                  | Haiti                                              | 1994                                                               |
|                                                                | UNAMIR                                                                 | Rwanda                                             | 1994                                                               |
|                                                                | UNPREDEP                                                               | Macedonia                                          | 1995                                                               |
|                                                                | UNMOP                                                                  | Chorwacja–Jugosławia                               | 1996                                                               |
|                                                                | UNTAES                                                                 | Chorwacja–Jugosławia                               | 1996                                                               |
|                                                                | UNMIK                                                                  | Kosowo                                             | 1999                                                               |
|                                                                | UNAMET/UNTAET/UNMISET                                                  | Timor Wschodni                                     | 1999                                                               |
|                                                                | MONUC                                                                  | Kongo                                              | 2000                                                               |
|                                                                | UNMEE                                                                  | Etiopia i Erytrea                                  | 2000                                                               |
|                                                                | UNMIL                                                                  | Liberia                                            | 2003                                                               |
|                                                                | MINUCI/ONUCI                                                           | Wybrzeże Kości Słoniowej                           | 2003/2004                                                          |
|                                                                | MINURCAT II                                                            | Afryka Środkowa i Czad                             | 2009                                                               |
|                                                                | MONUSCO                                                                | Kongo                                              |                                                                    |
| Zatwierdzone medale UE                                         |                                                                        |                                                    |                                                                    |
| Baretka                                                        | Nazwa medalu/misji                                                     | Kraj/region misji                                  | Rok                                                                |
|                                                                | Medal Służby ECMM na Bałkanach                                         | b. Jugosławia                                      | 1991                                                               |
|                                                                | Medal Służby EUMM na Bałkanach                                         | b. Jugosławia                                      | 2000                                                               |
|                                                                | Medal Służby ESDP EUFOR ARTEMIS                                        | Kongo                                              | 2003                                                               |
|                                                                | Medal Służby ESDP EUFOR ALTHEA                                         | Bośnia i Hercegowina                               | 2004                                                               |
|                                                                | Medal Służby ESDP European Union Support to AMIS                       | Sudan                                              | 2004                                                               |
|                                                                | Medal Służby ESDP European Union AMM                                   | Indonezja                                          | 2005                                                               |
|                                                                | Medal Służby ESDP EUFOR RD Congo                                       | Kongo                                              | 2006                                                               |
|                                                                | Medal Służby ESDP EUFOR Chad-RCA                                       | Czad–Afryka Środkowa                               | 2008                                                               |
|                                                                | Medal Służby ESDP EUNAVFOR ATALANTA                                    | Somalia                                            | 2009                                                               |
| Zatwierdzone medale za misje z mandatu ONZ                     |                                                                        |                                                    |                                                                    |
| Baretka                                                        | Nazwa medalu/misji                                                     | Kraj/region misji                                  | Rok                                                                |
|                                                                | Medal ICFY (International Conference on the former Yugoslavia)         | b. Jugosławia                                      | 1992                                                               |
|                                                                | Medal NATO z okuciem „FORMER YUGOSLAVIA” (Stabilisation Force – SFOR)  | b. Jugosławia                                      | 1997                                                               |
|                                                                | Medal NATO z okuciem „KOSOVO” (Kosovo Force – KFOR)                    | Kosowo                                             | 1999                                                               |
|                                                                | Medal INTERFET (International Force East Timor)                        | Timor Wschodni                                     | 1999                                                               |
|                                                                | Medal NATO z okuciem NON ARTICLE 5                                     | Bałkany                                            | 2002                                                               |
|                                                                | Medal NATO z okuciem „ISAF” (International Security Assistance Force)  | Afganistan                                         | 2002                                                               |
| Irlandzkie odznaczenia wojskowe z czasów wojny o niepodległość |                                                                        |                                                    |                                                                    |
| Baretka                                                        | Nazwa polska                                                           | Nazwa angielska                                    | Nazwa irlandzka                                                    |
|                                                                | Medal 1916                                                             | 1916 Medal                                         | An Bonn 1916                                                       |
|                                                                | Medal Służby (1917–1921)                                               | Service Medal (1917-1921)                          | An Bonn Seirbhíse (1917–1921)                                      |
|                                                                | Medal Ocalałych 1916                                                   | 1916 Survivors' Medal                              | An Bonn Marthanóirí                                                |
|                                                                | Medal Pamiątkowy Rozejmu (1921)                                        | Truce Commemoration Medal (1921)                   | An Bonn Cuimhneacháin Sos Cogaidh (1921)                           |